# Habronattus viridipes
Habronattus viridipes es una especie de araña saltadora del género Habronattus, familia Salticidae. Fue descrita científicamente por Hentz en 1846.
Habita en los Estados Unidos y Canadá. Las especies son de color negro pardusco y tienen un tamaño de 5,5 milímetros (0,22 pulgadas). Sus patas delanteras son de color verde.